# Liste der Kulturdenkmäler in Simmern (Westerwald)
In der Liste der Kulturdenkmäler in Simmern sind alle Kulturdenkmäler der rheinland-pfälzischen Ortsgemeinde Simmern aufgeführt. Grundlage ist die Denkmalliste des Landes Rheinland-Pfalz (Stand: 21. Dezember 2021).

## Einzeldenkmäler
| Bezeichnung        | Lage                    | Baujahr         | Beschreibung | Bild            |
| ------------------ | ----------------------- | --------------- | --- | --------------- |
| Wohnhaus           | In der Trift 1 Lage     |                 | Fachwerkhaus aus Niederelbert, transloziert                                                                                                   | Fotos hochladen |
| Forstamt Neuhäusel | Industriestraße 1 Lage  | 1897            | eingeschossiger Klinkerbau, bezeichnet 1897                                                                                                   | Fotos hochladen |
| Forsthaus          | Schloßstraße 16 Lage    | 1868            | ehemaliges Forsthaus; eingeschossiger Backsteinbau, (neu) bezeichnet 1868                                                                     | Fotos hochladen |
| Barbarahof         | Siebenbornstraße 1 Lage | 18. Jahrhundert | Streuhof; stattliches Fachwerkhaus, teilweise massiv, 18. Jahrhundert, Fachwerk-Wirtschaftsgebäude, teilweise massiv, 18. und 19. Jahrhundert | Fotos hochladen |